# Troctomorpha
Troctomorpha (лат.) — подотряд сеноедов.

## Описание
Усики состоят из 15-17 сегментов, сегменты жгутика с кольцевыми насечками. Хитиновая нить гипофаринкса дихотомирует дистально. Парапрокты без анального шипа.

## Систематика
В составе подотряда:
- Инфраотряд: Amphientometae

- Надсемейство: Amphientomoidea

- Семейство: Amphientomidae
- Семейство: Troctopsocidae

- Надсемейство: Electrentomoidea

- Семейство: Protroctopsocidae

- Инфраотряд: Nanopsocetae

- Семейство: Liposcelididae
- Семейство: Pachytroctidae
- Семейство: Sphaeropsocidae